# Søren Tau Sørensen
Søren Tau Sørensen (født 18. december 1985) er en dansk håndboldspiller. Han er 193 cm høj og vejer 110 kg.
Han skiftede sommeren 2008 fra Lemvig Håndbold til Team Tvis Holstebro. Han spiller streg og hoppede direkte ind i Team Tvis Holstebro midterforsvar.
Han har tidligere spillet i Højby SG, GOG og Lemvig Håndbold.